# Whatever Happens (Film)
Whatever Happens ist ein deutsches Filmdrama von Niels Laupert, in dem Fahri Yardım und die niederländische Schauspielerin Sylvia Hoeks die Hauptrollen übernahmen. Der Film kam am 30. November 2017 in die Kinos.

## Handlung
Der Fotograf Julian und die Juristin Hannah treffen sich nach dem Ende einer langanhaltenden Beziehung ein letztes Mal zur Wohnungsübergabe. Ausgerechnet am Silvesterabend sitzen die beiden jedoch nun zu zweit in ihrer Wohnung fest. So lassen sie ihre Beziehung noch einmal Revue passieren. Alles fing an, als die beiden vor sieben Jahren gemeinsam in eine WG einzogen. Nachdem sie so weiter in Erinnerungen schwelgen, nimmt der Abend noch eine überraschende Wendung.

## Produktion
Der Film ist die erste Produktion der Jumpseat Filmproduktion, die 2013 von Niels Laupert und Benjamin Grosch gegründet wurde. Die Produktion geschah in Zusammenarbeit mit den Produzenten Benedikt Böllhoff und Max Frauenknecht von der Viafilm Produktionsgesellschaft.
Der Film wurde beinahe komplett in den Bavaria Studios in Geiselgasteig gedreht. Zusätzliche Szenen wurden in Frankfurt am Main gefilmt, wo im März 2016 die letzte Klappe fiel.
Am 25. Juni 2017 feierte der Film Premiere auf dem Filmfest München.

## Rezeption

### Kritik
Der Film erhielt von Kritikern gemischte Bewertungen. So vergab Markus Fiedler von Filmstarts 3,5/5 Sternen und meinte in seinem Fazit: „Whatever Happens ist ein exzellent gespieltes Liebesdrama mit vielen leisen Tönen, das präzise die Abnutzungserscheinungen des Alltags erfasst, aber auch das Besondere einer ganz normalen Romanze.“

### Auszeichnungen
Der Film war auf dem Filmfest München für den Förderpreis Neues Deutsches Kino in den Kategorien Regie, Produktion, und Drehbuch nominiert, konnte jedoch in keiner Kategorie gewinnen.